# 奉天广播无线电台
奉天广播无线电台，是中华民国北洋时期奉系军阀于奉天市（今沈阳市）创办的广播电台。该台始建于民国16（1927）年底，其旧址位于辽宁省沈阳市和平区光荣街10号（辽宁广播电视台广播大厦），为九开间西式平房，建设初衷是将之作为东北地区政令传输的中枢。民国17（1928）年1月1日开始正式播音。广播发射机是“法国巴黎电厂制造”，发射功率达到2千瓦，是当时中国境内发射功率最大的广播电台，也是张作霖主政东北时期建立的第二座广播电台。1931年“九·一八事变”之后，该台被日本关东军占领，并以奉天放送局名义广播。1938年，奉天放送局升格为满洲电信电话奉天中央放送局。

## 广播节目表
| 播音时段                                     | 播音内容                                       |
| -------------------------------------------- | ---------------------------------------------- |
| 每日12:00~22:00， 分5次间歇播音，共播音5小时 | 时刻、新闻、商情、戏曲、音乐、气象、名人演讲等 |

## 旧址
奉天广播无线电台旧址建于1928年，原为一座九开间西式平房，是张作霖时期的奉天广播无线电台。九一八事变后，关东军占领了电台大楼，后将其交给河登洋行经营，并以奉天放送局的名义进行广播。满洲国成立后，满洲电信电话株式会社接管了广播电台。1938年，满洲国方面将奉天放送局升格为奉天中央放送局，并于1938年10月对电台大楼进行了扩建。辽沈战役结束后，电台改名为沈阳人民广播电台。1954年8月，辽宁人民广播电台成立，而该建筑一直作为辽宁人民广播电台以及后来成立的辽宁电视台的播音馆。2013年6月17日，奉天广播无线电台旧址被列为第四批沈阳市文物保护单位。2014年10月17日，电台旧址被列为第九批辽宁省文物保护单位。